# Neustadt-Glewe
Neustadt-Glewe (bis 1926: Neustadt i. Meckl.) ist eine Stadt im Landkreis Ludwigslust-Parchim im Südwesten des deutschen Landes Mecklenburg-Vorpommern. Sie ist Sitz des Amtes Neustadt-Glewe. Die Stadt ist Teil der Metropolregion Hamburg und erfüllt für ihre Umgebung die Funktion als Grundzentrum.

## Geografie

### Geografische Lage
Die Stadt liegt am Südrand der Lewitz, etwa 30 Kilometer südlich der Landeshauptstadt Schwerin. An der nördlichen Stadtgrenze mündet der Störkanal in die Müritz-Elde-Wasserstraße. Letztere speist die großflächigen Friedrichsmoorer und Neuhöfer Karpfenteiche im Norden der Gemarkung und durchfließt die Stadt zusammen mit ihren beiden Seitenarmen. Zu den zahlreichen die Lewitz durchziehenden Gräben zählt der Neue Kanal. Nordwestlich des bebauten Stadtgebiets befindet sich der Neustädter See. Innerhalb der Stadtgrenzen liegen die Naturschutzgebiete Fischteiche in der Lewitz, Friedrichsmoor und Töpferberg.
Umliegende Gemeinden sind Brenz, Blievenstorf, Muchow, Groß Laasch, Wöbbelin, Rastow, Banzkow, Tramm, Parchim und Spornitz.

### Stadtgliederung
Zur Stadt gehören laut ihrer Hauptsatzung neben der Kernstadt die Ortsteile Friedrichsmoor, Hohewisch, Hohes Feld, Klein Laasch, Kronskamp, Neuhof und Tuckhude.
Abgetrennt durch einen schmalen, zu Blievenstorf gehörenden Gebietsstreifen bilden der Wohnplatz Wabel und dessen Umgebung eine Exklave der Stadt.

## Geschichte

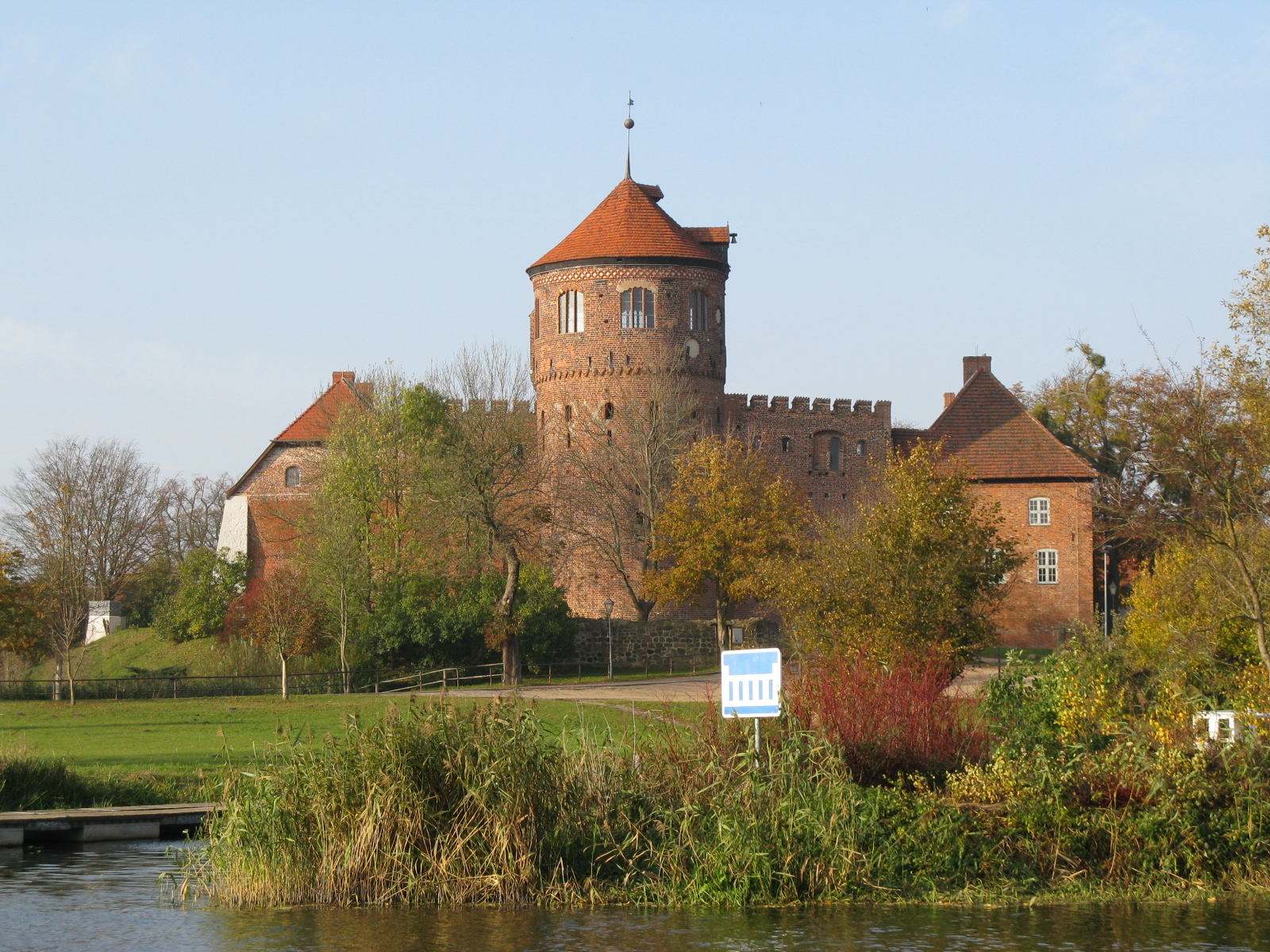
Alte Burg

### Name
Glewe war ein altpolabisches Dorf, und der Name Chlěvy – später Chlewa – bedeutete auf Polnisch oder Tschechisch so viel wie ‚Stall‘. 1248 erfolgte eine Neugründung als Noua Civitas, also als Neustadt, und so wird der Ort zusammen mit dem Altnamen 1253 N.C. Chlewa oder 1265 N.C. que Gh(l)iwe und 1300 N.C. Glewe genannt.
Danach entfiel der Altname für lange Zeit und es hieß 1317 nur Nyenstat, 1331 Nigenstad oder 1337 Nigestat, wobei das altsächsische nigi oder ni(g)e für neu steht. Erst 1926 nahm die Stadt wieder den Altnamen auf und heißt seitdem Neustadt-Glewe.

### Mittelalter
1248 wurde die Nova Civitas (Neue Stadt), welche ursprünglich aus einer slawischen Siedlung Chlewa hervorging, erstmals urkundlich in der Grafschaft Schwerin erwähnt. Als civitas erlangte sie das Stadtrecht. Durch die Lage zwischen Elde und einem Seitenarm dieses Flusses war die Errichtung einer Stadtbefestigung nicht notwendig. 1333 wurde die Stadtgrenze bestätigt. Neustadt wurde eine Landstadt in Mecklenburg und war bis 1918 als Teil der Städte des Mecklenburgischen Kreises auf Landtagen vertreten.
Die Burg, Sicherungs- und Wehranlage der Grafschaft und heute Wahrzeichen der Stadt, entstand Mitte des 13. Jahrhunderts zur Sicherung der südwestlichen Grenze der Grafschaft Schwerin. Seit 1358 diente die Alte Burg als Vogtei und bis in das 18. Jahrhundert als Nebenresidenz der mecklenburgischen Herzöge. Neustadt wurde 1391 an den Ritter Heinrich von Bülow gen. Grotekop und seine Brüder verpfändet. Die frühgotische Marienkirche entstand im 14. Jahrhundert. 1407 wurde das Dorf Kietz erstmals genannt. Ab 1500 wurde die Burg als herzogliches Schloss eingerichtet.

### Gewerbe und Industrie im 16. und 17. Jahrhundert
Durch Vorkommen von Raseneisenerzen spielte vom 16. bis ins 18. Jahrhundert die Eisenverhüttung eine wesentliche wirtschaftliche Rolle. Das vorhandene Flusssystem und die ausgedehnten Waldgebiete der Lewitz stellten günstige Bedingungen für diesen „holzgefräßigen“ Industriezweig dar. Neben Kohle war Holzkohle Energieträger für die Eisenschmelze. In der Zeit von etwa 1512 bis 1570 entstanden in Neustadt Fabrik- und Gewerbeanlagen wie eine Eisenschmelzhütte, eine Gießerei, eine Nagel- und Hammerschmiede, die Walk- und Papiermühle sowie Gerbereien, Pulver-, Korn- und Sägemühlen. 1592 kamen eine Kupfer- und Messinghütte hinzu. 1576 fand ein erstes Rathaus Erwähnung. Eine nicht nachhaltige Holzwirtschaft führte schließlich dazu, dass 1717 die letzte Eisenschmelze in Neustadt wegen Holzmangels schließen musste. Durch die Eisenhütten waren die Wälder des Umlands fast vollständig abgeholzt. Das seit 1709 bestehende Forstamt Friedrichsmoor sorgte im Laufe der Jahre auf Teilflächen der Lewitz für Wiederaufforstungen.

### 1600 bis 1900

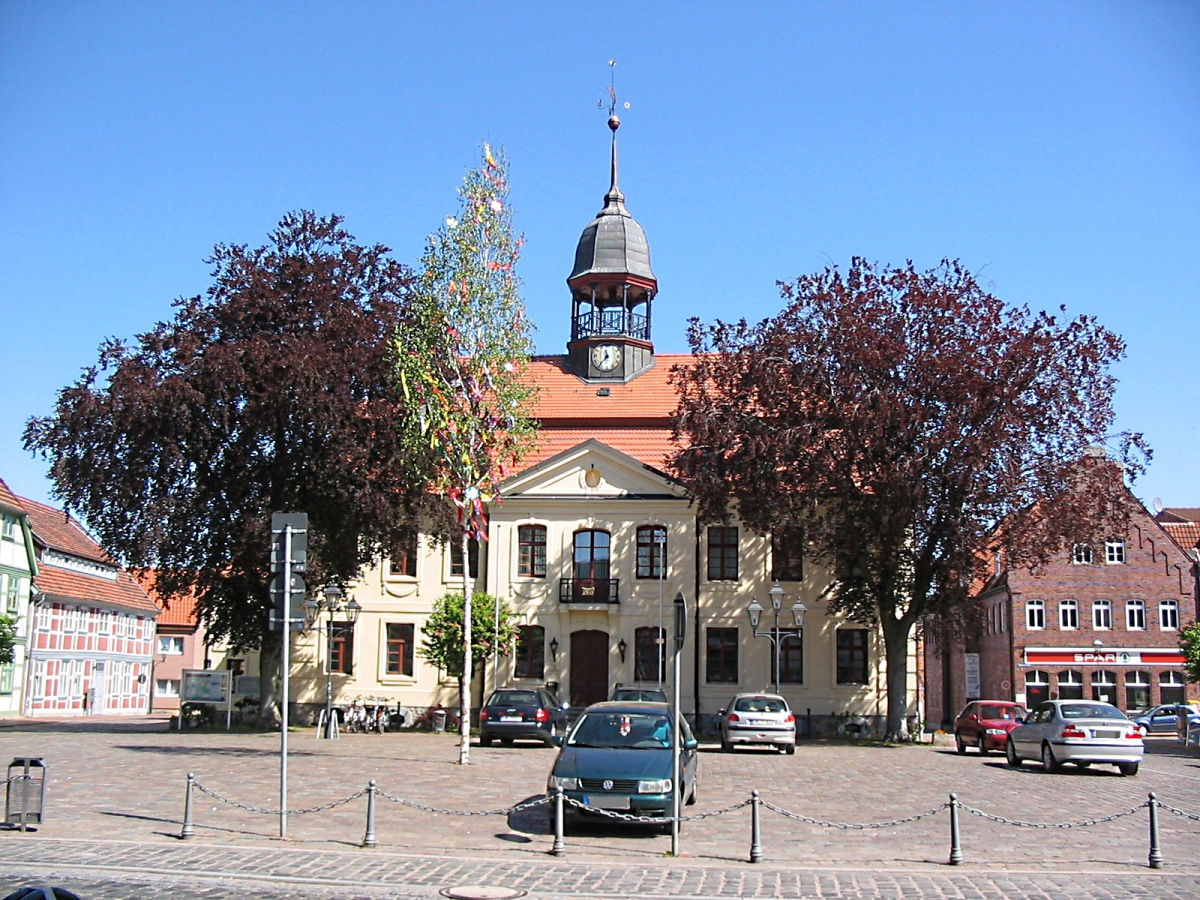
Rathaus

1619 wurde mit dem Bau des Neuen Schlosses begonnen, das erst 1717 fertiggestellt wurde. 1629 besuchte der Feldherr Wallenstein als Herzog von Mecklenburg die Neustadt.
Immer wieder Stadtbrände
1664 war der erste Stadtbrand. 1671 wurde ein Rathaus am Markt erwähnt, das bald abgerissen wurde. 1694 gab es einen zweiten Stadtbrand. 1720 erfolgte der Aufbau eines zweiten Rathauses. 1728 fielen viele Häuser und das Rathaus den Flammen zum Opfer. 1741 schließlich brannte auch der Ortsteil Kietz fast vollständig nieder.
Das dritte Rathaus wurde von 1802 bis 1806 im barocken Stil als Fachwerkhaus an dem etwa 30 Meter × 40 Meter großen Marktplatz erbaut. Die vielen Stadtbrände begünstigten den Wiederaufbau der Altstadt durch zahlreiche heute noch erhaltene Fachwerkhäuser. 1725 bezog Herzog Christian Ludwig II. nach der zweiten Bauphase das Schloss, nachdem bei einem Stadtbrand seine Grabower Residenz abgebrannt war.
1810 wurde das zweite Parchimer Tor gebaut. 1878 entstand die Horney’sche Dextrin- und Stärkefabrik. Nach dem Bahnanschluss 1880 wuchs die Stadt über ihre mittelalterlichen Grenzen hinaus. 1882 wurde das Technikum auf der Burg begründet und 1891 die Schloßbrauerei Neustadt i/M. 1891 wurde das Zementwerk Schulze gebaut, und 1894 erhielt das Technikum eine Lehrwerkstatt. Die Stadt wurde nunmehr schrittweise elektrifiziert. 1895 entstand die Centralanstalt für Landmaschinen von Horney und Rödler. 1898 erfolgte der Abriss des Schweriner Tors.

### Ab 1900

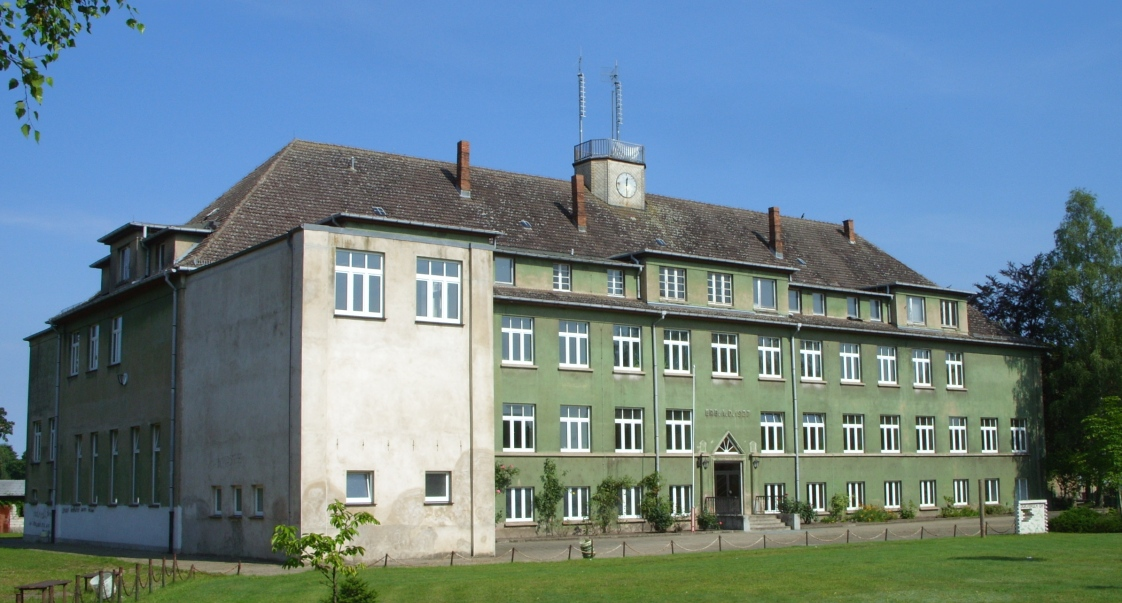
Schulgebäude von 1927

1911 wurden die Lederwerke „Adler & Oppenheimer“ gegründet. 1922 nahm das innerstädtische Elektrizitätswerk seinen Betrieb auf. 1926 gab sich die Stadt nach etwa 300 Jahren wieder den Namenszusatz „Glewe“. 1927 erfolgte der Neubau der Volks- und Mittelschule auf den Grundmauern der ehemaligen Johann-Albrecht-Werke und 1928 der des Wasserwerkes in Seenähe. 1935 wurde der Kiez wieder eingemeindet. Das Technikum schloss 1938. Eine Flugplatzanlage (Flugplatz Neustadt-Glewe) entstand.
In der Zeit des Nationalsozialismus wurden die in der Stadt lebenden Juden drangsaliert. Der letzte Jude verließ im Mai 1939 die Stadt. Der jüdische Friedhof wurde nach dem Novemberpogrom 1938 zerstört. Um 1942 entstand unweit des Fliegerhorstes und der NS-Fliegerschule ein Nebenbetrieb der Norddeutschen Dornier-Werke (Wismar), in dem Teile des Jagdflugzeuges Fw 190 gebaut und montiert wurden. Bis September 1944 errichtete man an der Ostseite des Flugplatzes an der Fliegerchaussee ein Außenlager des Konzentrationslagers Ravensbrück für 300 Häftlinge, das KZ Neustadt-Glewe. Die Ende 1944 etwa 900 weiblichen Inhaftierten, die vor allem aus Polen und Belarus kamen, mussten Zwangsarbeit in der Flugzeugproduktion leisten. Ab Januar 1945 nahm das Außenlager auch so genannte Evakuierungstransporte aus östlich gelegenen Konzentrationslagern auf. Mit bis zu 5000 Häftlingen wurde die Kapazitätsgrenze trotz Erweiterung weit überschritten. Viele der Häftlinge, über 500 Frauen und Mädchen, überlebten die nur schwer zu beschreibenden Lebensbedingungen im Lager nicht. Die Rote Armee befreite das Lager am 2. Mai 1945. Kurz vor der Befreiung durch die Rotarmisten war bereits – mit dem Ziel Kontakt zu den sowjetischen Truppen aufzunehmen – eine US-amerikanische Einheit unter Leitung des US-Generals William A. Knowlton durch Neustadt-Glewe gezogen.
Von 1952 bis 2011 gehörte Neustadt-Glewe zum Kreis Ludwigslust (bis 1990 im DDR-Bezirk Schwerin, dann im Land Mecklenburg-Vorpommern). Seit der Kreisgebietsreform 2011 liegt die Stadt  im Landkreis Ludwigslust-Parchim.
1955 waren der Bau der neuen Schleuse und der Brücke abgeschlossen. Von 1967 bis 1971 erfolgten die Eingemeindungen von Friedrichsmoor, Hohewisch, Klein Laasch, Kronskamp, Neuhof und Tuckhude. 1970 wurde das Neue Wasserwerk am Stadtrand in Richtung Neuhof gebaut. Ab 1972 erfolgte die Erschließung und der Bau des Eigenheim- und Wohngebiets Süd und ab 1975 das der Plattenbausiedlung an der damaligen Leninstraße. Durch das Leder-, das Fernmelde- und das Hydraulikwerk galt Neustadt-Glewe in DDR-Zeiten als Industriestandort. Mit dem Bau der Transitautobahn Hamburg–Berlin erhielt die Stadt 1982 einen Autobahnanschluss.

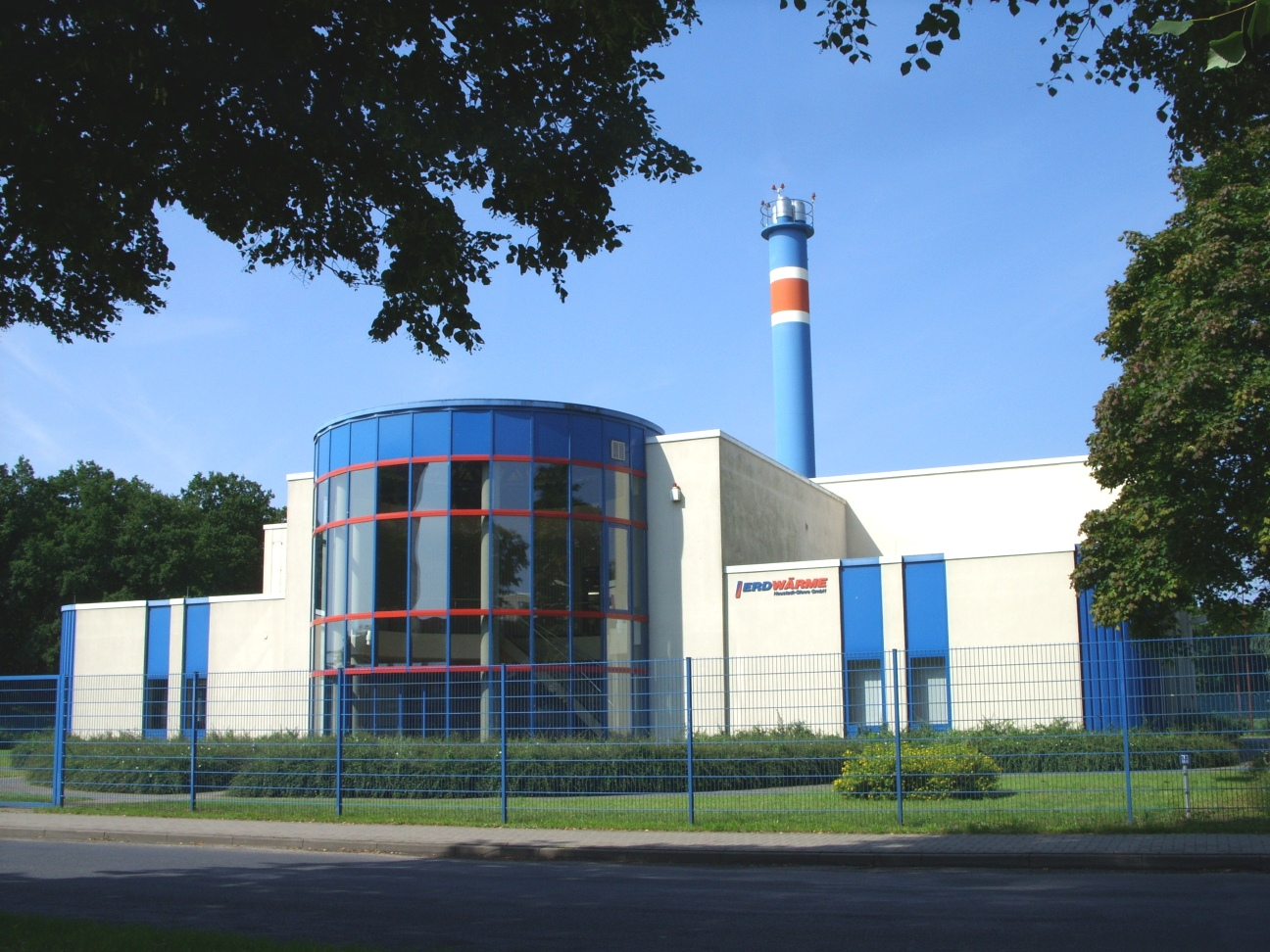
Geothermieheizwerk von 1994, 2003 ging 470 Meter westlich davon an der Förderbohrung das Geothermiekraftwerk Neustadt-Glewe ans Netz

Probebohrungen von 1987/88 führten zur Nutzung des unterirdisch vorkommenden Thermalwassers. Bis 1994 wurde ein Geothermieheizwerk errichtet, das ein Wohngebiet und ab 2010 die Innenstadt mit Fernwärme versorgt und bis 2007 auch das Lederwerk mit Prozesswärme belieferte. 2003 ging das erste deutsche Erdwärmekraftwerk ans Netz.
Nach der politischen Wende wurde ab 1991 der historische Stadtkern mit der Alten Burg im Rahmen der Städtebauförderung grundlegend saniert. Das Schloss wurde 1997 zu einem Hotel umgebaut, und 1998 konnte die Seniorenresidenz am Schloss eingeweiht werden. Die für die Umwelt problematischen Altlasten des Lederwerks, wie die Betriebsdeponie und das Kläranlagenfeld, machten Maßnahmen zur Beseitigung dieser Missstände erforderlich. Auch die neue Kläranlage war ab 1997 betriebsbereit. 2002 stürzte das Alte Haus der Burg ein und wurde 2005/06 rekonstruiert. Der Gewerbepark Lederwerk wurde 2003 bis 2007 geplant und realisiert.

## Bevölkerung
| Jahr | Einwohner |
| ---- | --------- |
| 1855 | 1.880     |
| 1890 | 1.743     |
| 1925 | 3.202     |
| 1984 | 7.500     |

| Jahr | Einwohner |
| ---- | --------- |
| 1990 | 7.397     |
| 1995 | 7.542     |
| 2000 | 7.261     |
| 2005 | 6.864     |
| 2010 | 6.547     |
| 2015 | 6.748     |
| 2020 | 6.997     |

| Jahr | Einwohner |
| ---- | --------- |
| 2021 | 6.969     |
| 2022 | 6.931     |
| 2023 | 6.974     |

ab 1990: Stand: 31. Dezember des jeweiligen Jahres

## Religion
- Es besteht eine evangelisch-lutherische Kirchengemeinde mit etwa 1 100 Mitgliedern. Sie gehört zur Propstei Parchim im Kirchenkreis Mecklenburg der Evangelisch-Lutherischen Nordkirche und nutzt die frühgotische Marienkirche am Kirchplatz.[8]
- Die Katholiken gehören zur Pfarrei St. Helena und Andreas in Ludwigslust, Erzbistum Hamburg. Am Kiez in Neustadt-Glewe gibt es die Filialkirche St. Ansverus[9][10] und eine von der Pfarrgemeinde getragene Kindertagesstätte.[11]

## Politik

### Stadtvertretung
Die Stadtvertretung von Neustadt-Glewe besteht aus 19 Mitgliedern. Die Kommunalwahl am 9. Juni 2024 führte bei einer Wahlbeteiligung von 56,1 % zu folgendem Ergebnis:
| Partei / Wählergruppe         | Stimmenanteil 2019 | Sitze 2019 |  | Stimmenanteil 2024 | Sitze 2024 |
| ----------------------------- | ------------------ | ---------- |  | ------------------ | ---------- |
| CDU                           | 44,8 %             | 9          |  | 53,3 %             | 10         |
| SPD                           | 28,3 %             | 5          |  | 24,6 %             | 05         |
| Die Linke                     | 17,1 %             | 3          |  | 12,8 %             | 02         |
| Einzelbewerber Marcus Zeckert | 02,3 %             | 1          |  | 09,3 %             | 01         |
| Einzelbewerber Axel Kröger    | 07,5 %             | 1          |  | –                  | –          |
| Insgesamt                     | 100 %              | 19         |  | 100 %              | 18         |

Bei der Wahl 2024 entsprach der Stimmenanteil des Einzelbewerbers Marcus Zeckert zwei Sitzen. Daher bleibt ein Sitz in der Stadtvertretung unbesetzt.

### Bürgermeister
- 2011–2015: Arne Kröger (parteilos)[14]
- 2015–2022: Doreen Radelow (SPD)[15]
- seit 2022: Steffen Klieme (CDU)

Klieme wurde bei der Bürgermeisterwahl am 8. Mai 2022 mit 63,7 Prozent der gültigen Stimmen gewählt. Er trat sein Amt am 1. Oktober 2022 an. Seine Amtszeit beträgt sieben Jahre.

### Wappen
| Wappen der Stadt Neustadt-Glewe | Blasonierung: „In Rot das hersehende, silbern behaarte und bebartete Brustbild eines Mannes, am Hals ein blauer Gewandsaum, golden gesäumt und mit fünf goldenen Röschen belegt, beseitet von zwei goldenen Schlüsseln mit abgewendeten Bärten.“ |
| Wappen der Stadt Neustadt-Glewe | Wappenbegründung: Das Wappen ist nach dem Siegelbild des SIGILLVM NOVE CIVITATIS GLEWE – als Abdruck erstmals 1300 überliefert – gestaltet und im April 1858 festgelegt worden. Die Erklärung des nach dem ältesten Siegelbild wiederhergestellten und überarbeiteten Wappens ist nach wie vor etwas umstritten. So könnte das Brustbild in Einheit mit den Schlüsseln auf den Apostel Petrus als Schutzheiligen der Stadt und der Fischer hindeuten. Nicht auszuschließen ist aber auch eine Deutung des Brustbildes als redendes Zeichen für den aus dem Slawischen stammenden Ortsnamen (gleva = Haupt). Das Wappen wurde 1995 von dem Barsbütteler Hans-Frieder Kühne neu gezeichnet. Es wurde am 10. April 1858 von Großherzog Friedrich Franz II. von Mecklenburg-Schwerin festgelegt, die Wappenänderung am 9. Juni 1995 durch das Ministerium des Innern genehmigt und unter der Nr. 75 der Wappenrolle des Landes Mecklenburg-Vorpommern registriert. |

Historische Stadtwappen
| Wappen der Stadt Neustadt-Glewe 1941–1945 | Blasonierung: „Im von Blau und Rot gespaltenen Schild aus dem Unterrand hervorkommend schräg gekreuzt ein silbernes Offiziersponton und ein hochgerichtetes silbernes Sensenblatt.“                                                                            |
| Wappen der Stadt Neustadt-Glewe 1941–1945 | Wappenbegründung: Das Wappen verlor schon bald nach dem Ende des II. Weltkrieges seine Gültigkeit. Das Wappen wurde von dem Berliner Prof. Hans Herbert Schweitzer gestaltet. Es wurde am 2. Januar 1941 durch den Reichsstatthalter in Mecklenburg verliehen. |

| Wappen der Stadt Neustadt-Glewe 1973–1995 | Blasonierung: „Gespalten von Blau und Rot; darin die silbernen Konturen eines bärtigen Männerkopfes und zweier aufgerichteter Schlüssel zu dessen Seiten.“ |
| Wappen der Stadt Neustadt-Glewe 1973–1995 | Wappenbegründung: Das älteste Siegel der Stadt stammt aus dem Jahre 1300 und zeigt einen großen Männerkopf mit gescheiteltem, langem Haar und Vollbart, beseitet von zwei aufgerichteten, auswärtsgekehrten Schlüsseln. Es trägt die Umschrift SIGILLVM NOVECIVITATIS GLEW. Vermutlich liegt hier ein redendes Siegelbild vor, denn „Glewe“ ist slawischen Ursprungs und bedeutet so viel wie „Haupt“ bzw. „Kopf“. Die Bedeutung der Schlüssel ist unklar. Das Wappen wurde 1973 anlässlich der 725-Jahrfeier der Stadt in Anlehnung an das alte Siegelbild neu gestaltet. |

### Flagge

Flagge der Stadt Neustadt-Glewe

Die Flagge wurde am 8. August 1997 durch das Ministerium des Innern genehmigt.
Die Flagge ist gleichmäßig längs gestreift. Der obere Streifen ist in ein quadratisches rotes Obereck und ein gelbes fliegendes Ende geteilt, der untere Streifen in ein quadratisches gelbes Eck am Liek und ein rotes fliegendes Ende. Das Obereck ist mit den Figuren des Stadtwappens in flaggengerechter Tingierung belegt: mit einem hersehenden, weiß behaarten und bebarteten Brustbild eines Mannes, am Hals ein blauer Gewandsaum, gelb gesäumt und mit fünf gelben Röschen belegt, beseitet von zwei gelben Schlüsseln mit abgewendeten Bärten. Die Figuren nehmen insgesamt sieben Neuntel der Höhe des Oberecks ein. Die Länge des Flaggentuchs verhält sich zur Höhe wie 5:3.

### Dienstsiegel
Das Dienstsiegel zeigt das Stadtwappen mit der Umschrift „• STADT NEUSTADT-GLEWE • LANDKREIS LUDWIGSLUST-PARCHIM“.

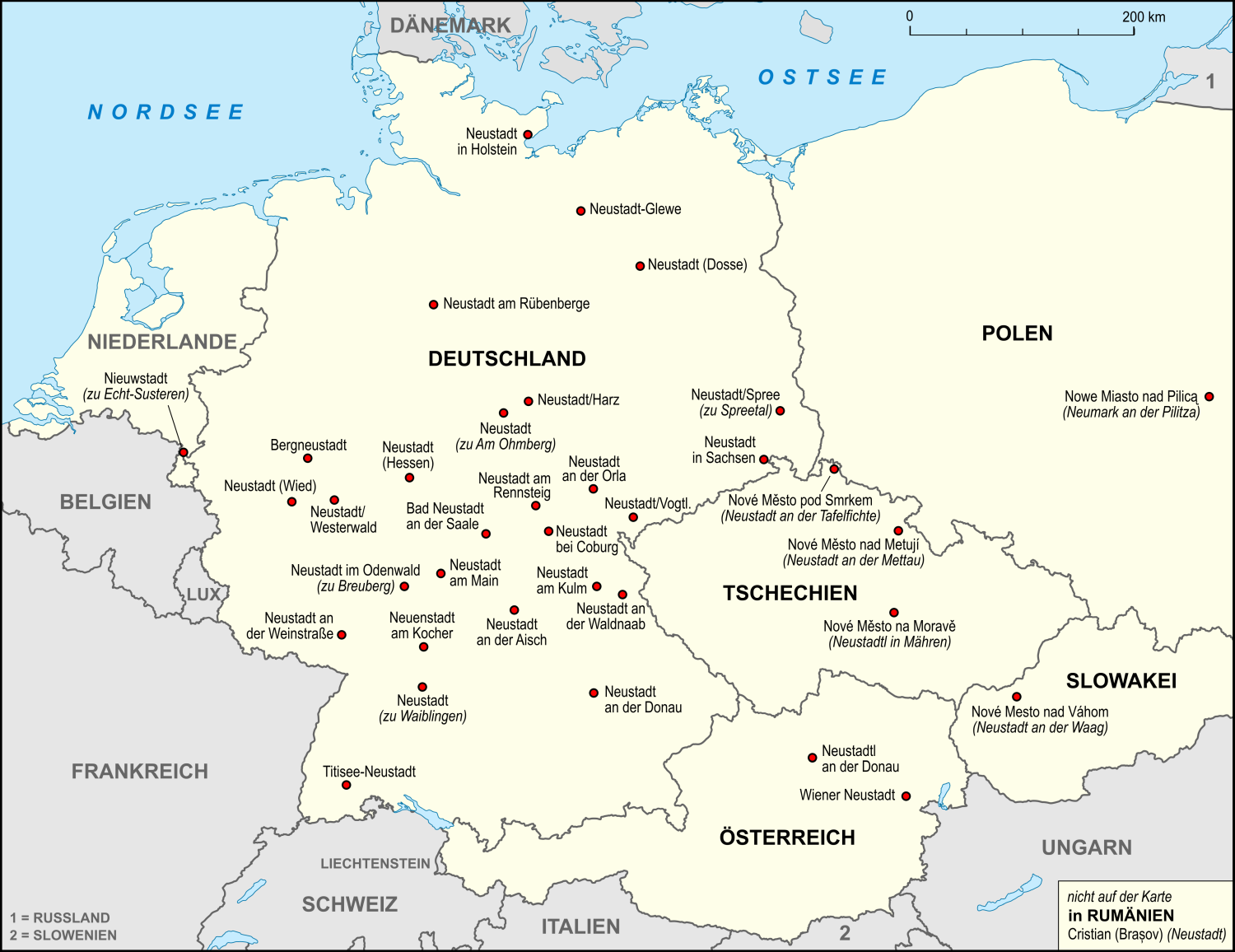
Arbeitsgemeinschaft Neustadt in Europa

### Städtepartnerschaften
Neustadt-Glewe ist Mitglied der internationalen Städtefreundschaft „Arbeitsgemeinschaft Neustadt in Europa“  mit 37 Mitgliedern aus acht Staaten (Deutschland, Österreich, Ungarn, Polen, Tschechien, Slowakei, Niederlande, Rumänien), welche die Förderung des Fremdenverkehrs, von Handel und Gastronomie und vor allem der zwischenmenschlichen Beziehungen zum Ziel hat. Das alljährliche Neustadt-Treffen fand 1998 in Neustadt-Glewe statt. Zudem unterhält der Ort seit 1991 eine Städtepartnerschaft mit Oststeinbek bei Hamburg. Ein Wegweiser in der Nähe des Schlosses mit der Aufschrift „Oststeinbek 111 km“ weist darauf hin.

## Sehenswürdigkeiten und Kultur

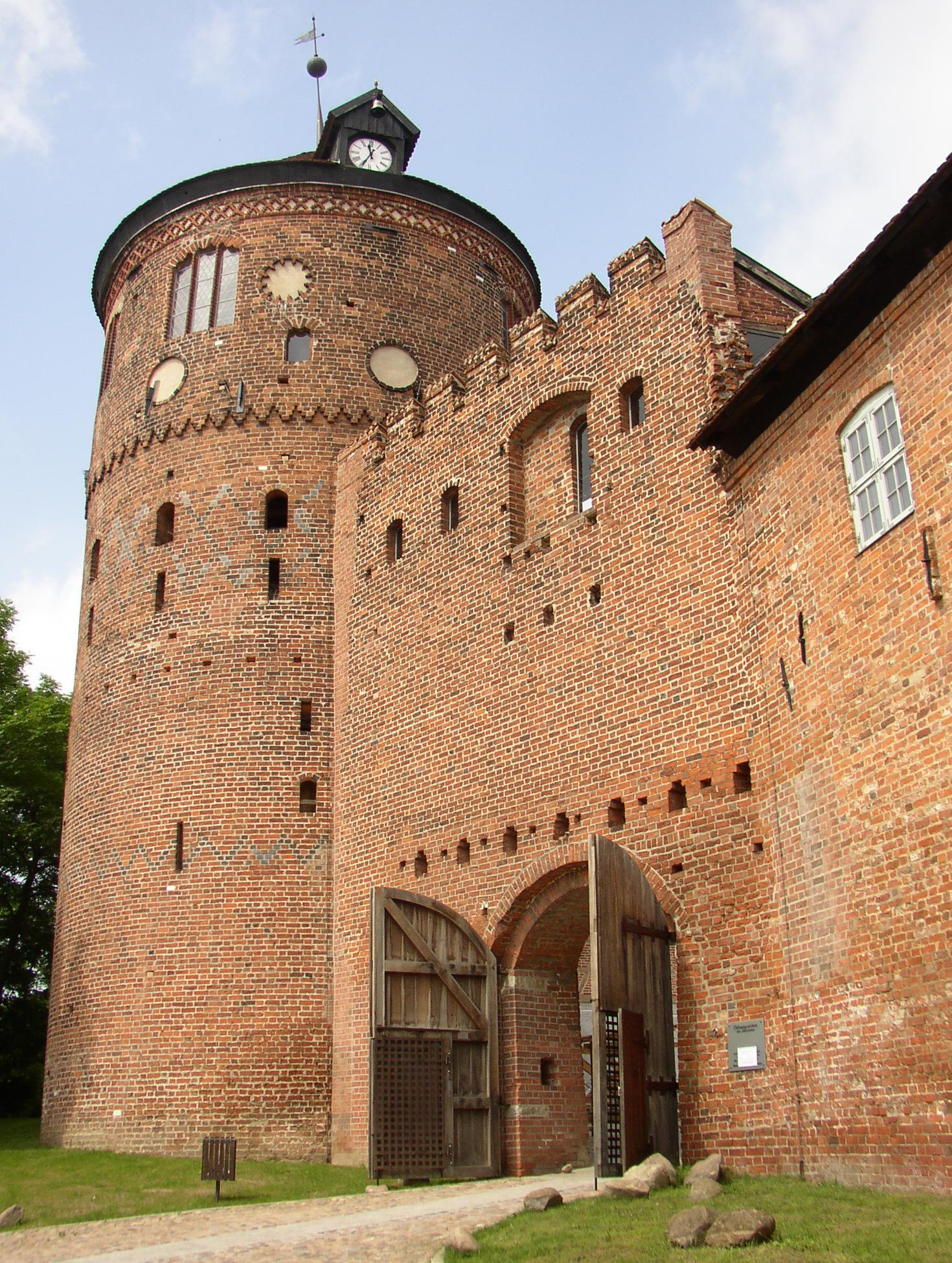
Burg

### Bauwerke

#### Alte Burg
Das Mitte des 13. Jahrhunderts errichtete und zu den besterhaltenen Burgen Mecklenburgs zählende Bauwerk findet in Dokumenten von 1331 erstmalige Erwähnung und diente der Sicherung der südwestlichen Grenze der Grafschaft Schwerin sowie der Kontrolle der Wege und der Furten der Elde und des nahe gelegenen Lewitzgebietes. Im 14. und 15. Jahrhundert wurde das Bauwerk umstrukturiert. Bis in die 1920er Jahre wurde auf der Burg unterrichtet. Zu DDR-Zeiten befanden sich hier eine Jugendherberge und Wohnungen. Die Burg beherbergt heute ein Museum zur Burggeschichte.

#### Neues Schloss

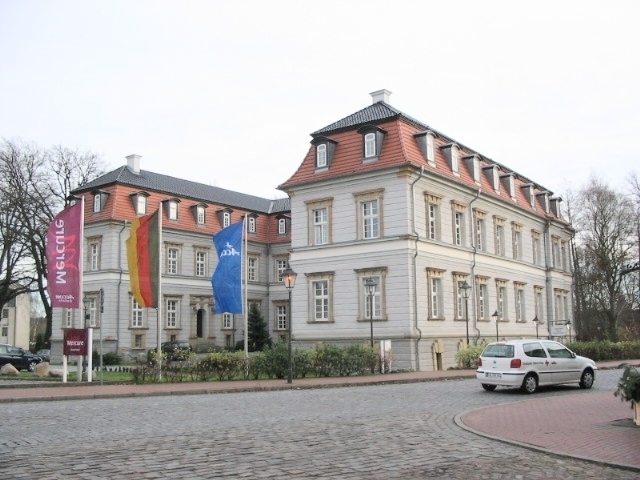
Neues Schloss Neustadt-Glewe

Unweit der Burg befindet sich das Neue Schloss am westlichen Seitenarm der Elde. Baubeginn war 1619, die Arbeiten wurden jedoch 1624 eingestellt, die Fertigstellung erfolgte 1717. Es diente dem späteren Herzog Christian Ludwig II. von 1725 bis 1735 als Wohnsitz. Sehenswert sind die von polnischen Spezialisten restaurierten Stuckdecken.

#### Rathaus
Das 1805 bis 1806 erbaute Fachwerkgebäude wurde von 1993 bis 2000 saniert und besitzt einen Turm mit Turmuhr. Der dem Rathaus vorgelagerte und von Fachwerkbauten umrahmte, gepflasterte Platz dient unter anderem Wochenmärkten.

#### Marienkirche

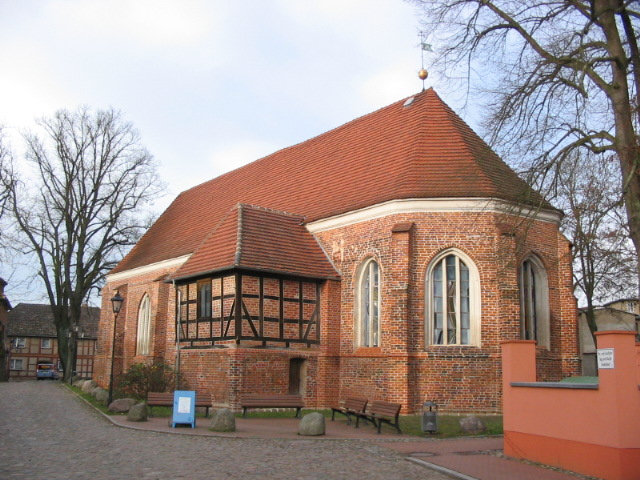
Marienkirche

Das frühgotische, turmlose und einschiffige Backsteinbauwerk mit dreiseitigem Ostschluss ist im 14. Jahrhundert entstanden und wurde mehrfach umgestaltet. Der Westgiebel ist als einfacher Blendgiebel gestaltet. Nach einem Brand 1728 wurde die Kirche auf ihren Grundmauern wieder aufgebaut. Die Kirchenglocke befindet sich in einem im 18. Jahrhundert errichteten Fachwerk-Nebengebäude. Zur Inneneinrichtung gehört die hölzerne Kanzel von 1587. Sie wurde vom Lübecker Tönnies Evers d. J. ursprünglich für die Marienkirche in Wismar gefertigt und kam 1746 nach Neustadt-Glewe. Die Brüstung wird durch Säulen gegliedert, in den Nischen werden Christus und fünf Apostel dargestellt. Die Orgel aus dem Jahr 1873 wurde von Friedrich Albert Mehmel gefertigt und 1996 restauriert. Die Orgelempore entstand um 1170. Der ehemals aus Lübeck stammende Neustädter Altar befindet sich seit 1841 im Staatlichen Museum Schwerin.

#### Jagdschloss Friedrichsmoor

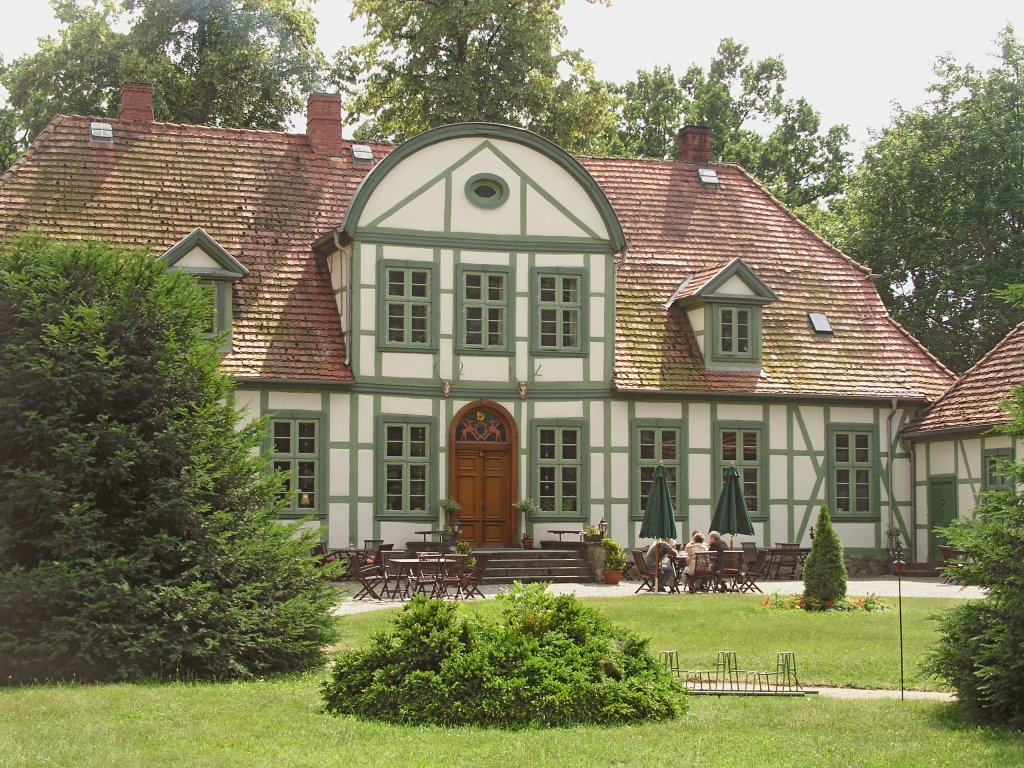
Jagdschloss Friedrichsmoor

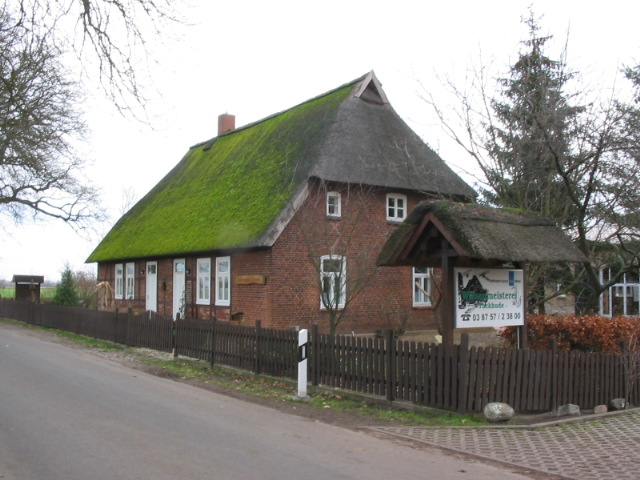
Wiesenmeisterei Tuckhude

Der im gleichnamigen Ortsteil gelegene Fachwerkbau war ehemals Jagdsitz der Herzöge und ist heute ein Hotel- und Gastronomiebetrieb.

#### Wiesenmeisterei Tuckhude
Das im Ortsteil Tuckhude befindliche und 1862 erbaute Gebäude war Sitz der Verwaltungsbehörde des herzoglichen Hofes für die Lewitz, die für die Unterhaltung der Gräben, Wege, Brücken, die Regulierung der Be- und Entwässerung, die Beobachtung der Wasserstände und die Sicherstellung der Heuernte zuständig war. Heute ist die Wiesenmeisterei agrarhistorische Bildungsstätte mit Übernachtungsmöglichkeit. Sie liegt am europäischen Radwanderweg. Auch zu Pferde gelangt man zu ihr. Sie liegt an einer Allee, die zum Jagdschloss Friedrichsmoor führt.
In Hinterhofgebäuden und im Gelände hinter der Wiesenmeisterei wurden, im Rahmen von arbeitsintegrativen und -fördernden Maßnahmen für jugendliche wie ältere Langzeitarbeitslose, diverse Projektierungen verwirklicht: ein Kräuter- und Gemüsegarten in ornamentarischer Anordnung, kleine Viehgatter, ein großer Lehmofen, in dem Brote gebacken werden können, ein frühmittelalterliches Grubenhaus (ein Teil des Gebäudes befindet sich in einer viereckigen Erdsenke), ein hölzernes Rundhaus aus Flechtwerk sowie die Wiederherrichtung eines Nutzgebäudes. Der Hof ist mit alten Ackergeräten bestückt.
Seit 2007 unterhält die in Rostock ansässige Kultur- und Bildungsgesellschaft Balticult ihre Außenstelle Lewitztor in der Wiesenmeisterei.

#### Weitere Bauwerke
- Stadtkern mit vielen Fachwerkhäusern
- Eldeschleusen

### Geschichtsdenkmale
- Denkmal für die umgekommenen Frauen des Außenlagers des KZ Ravensbrück, 1947 auf dem Stadtfriedhof aufgestellt[23]
- Gedenkstein von 1995 in einem Wäldchen in der Verlängerung der Liebssiedlung für die über 500 überwiegend weiblichen Opfer der Zwangsarbeit im Außenlager des KZ Ravensbrück, gleichzeitig wurde nahe dem Flugplatz eine Informationstafel aufgestellt und ein Gedenkweg eingerichtet, an dem Stellen ehemaliger Standorte von Lagergebäuden und -einrichtungen gekennzeichnet sind, zu sehen ist ein Rest eines Einmann-Luftschutzbunkers
- Erinnerungstafel für den sozialdemokratischen Reichstagsabgeordneten Rudolf Breitscheid, der 1944 im KZ Buchenwald ums Leben kam, in der nach ihm benannten Straße (Nr. 2) aus den 1960er Jahren
- Alte Eiche in der Neuhöfer Straße, erinnert an den ehemals dort befindlichen von den Nazis beseitigten jüdischen Friedhof.
- Sowjetischer Ehrenfriedhof am Westufer des Neustädter Sees für Soldaten der Roten Armee

Nicht mehr vorhanden
- Gedenktafel von 1954 an der Straße des Friedens (heute: Laascher Straße) für den kommunistischen Gewerkschafter August Apfelbaum, der 1945 im KZ Sachsenhausen ums Leben kam. Das nach ihm benannte Lederwerk wurde nach 1990 entwidmet und die Tafel entfernt.
- Ehemaliges Kriegerdenkmal des Ersten Weltkrieges auf dem Schloßplatz, das 1969 den Geschwistern Scholl gewidmet wurde. Das Denkmal sowie der Platz, der zu DDR-Zeiten nach ihnen benannt wurde, verloren nach 1990 ihren Namen. Das Denkmal wurde 2011 abgerissen.
- Kriegerdenkmal des Ersten Weltkrieges für Lehrer und Studenten des Technikums in Seenähe, nach 1945 entfernt
- Gedenkstein für den kommunistischen Politiker Ernst Thälmann auf dem zu DDR-Zeiten nach ihm benannten Platz. Der Stein wurde geschleift und der Platz nun nach den vom Schloßplatz weichenden Geschwistern Scholl umbenannt.
- Gedenktafel für Ernst Thälmann an einem Wohnhaus in der Thälmannstraße, nach 1990 entfernt

### Natur
- Natur- und Landschaftsschutzgebiet Lewitz
- Neustädter See im Nordwesten der Stadt mit flachen sandigen Uferzonen und einer Badeanstalt mit Seebrücke. In unmittelbarer Nähe des Sees befinden sich ein Campingplatz, Ferien- und Wochenendsiedlungen sowie einige gastronomische Einrichtungen.

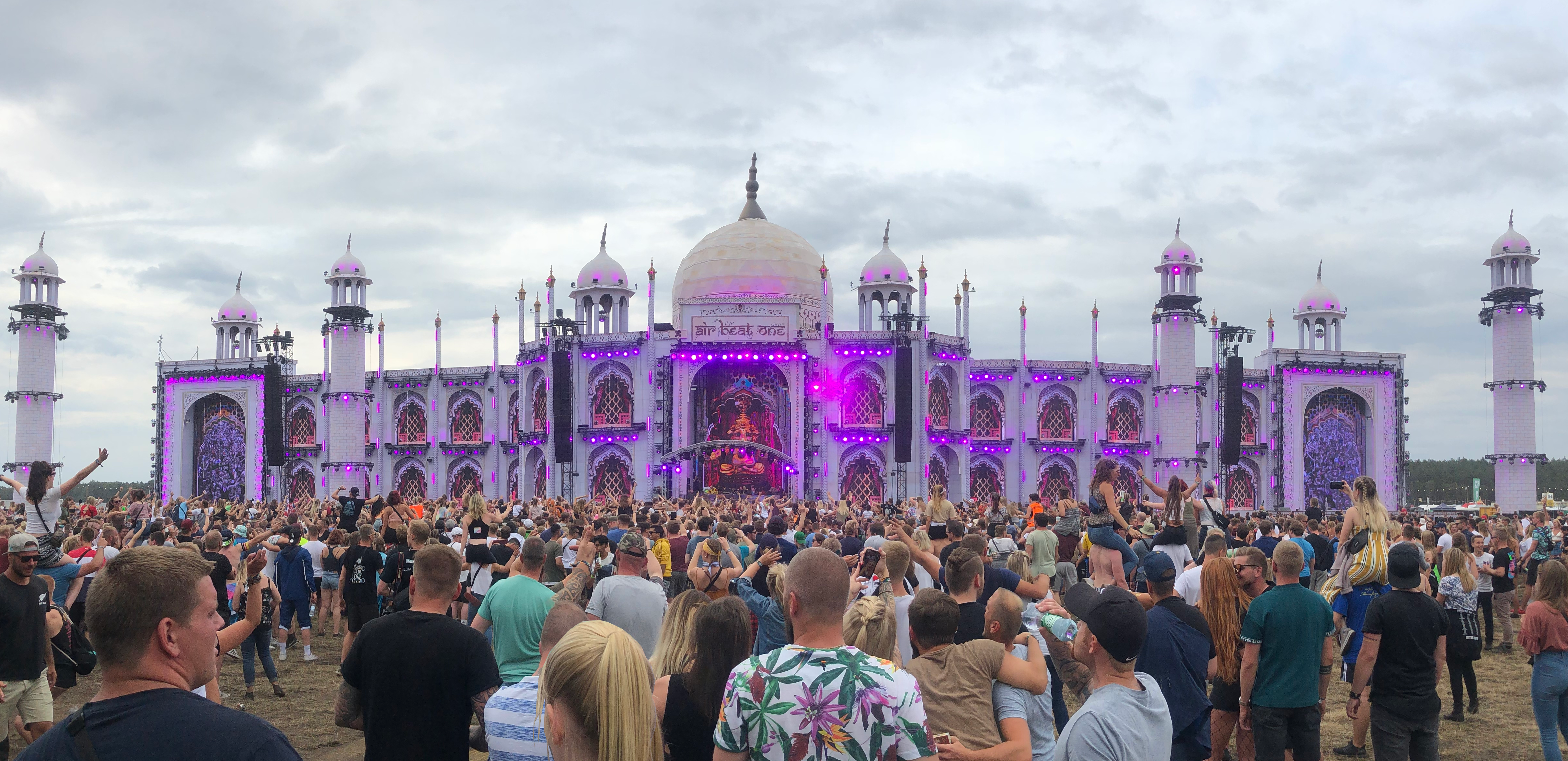
Hauptbühne – Airbeat One, 2019

### Regelmäßige Veranstaltungen
- Airbeat One, größtes Dance-Festival Norddeutschlands
- Burgfest mit mittelalterlichem Treiben im Juni
- Schützenfest im September

## Wirtschaft und Infrastruktur

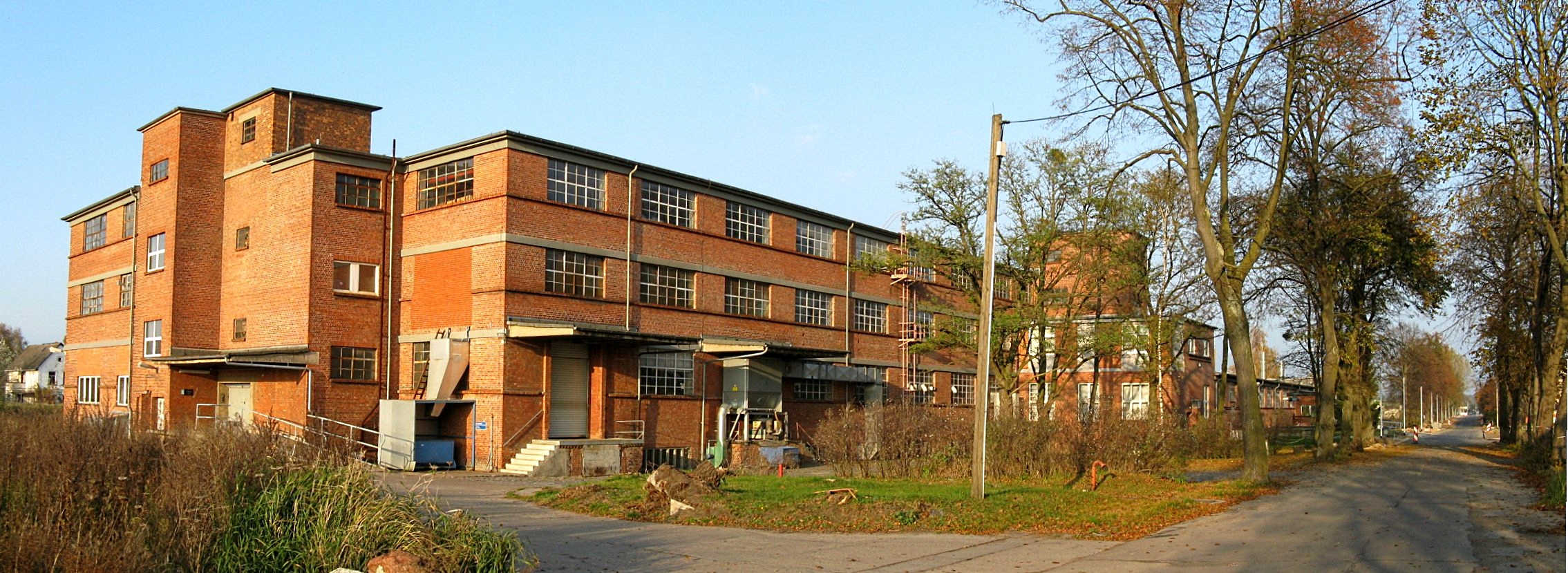
Lederwerk (2007)

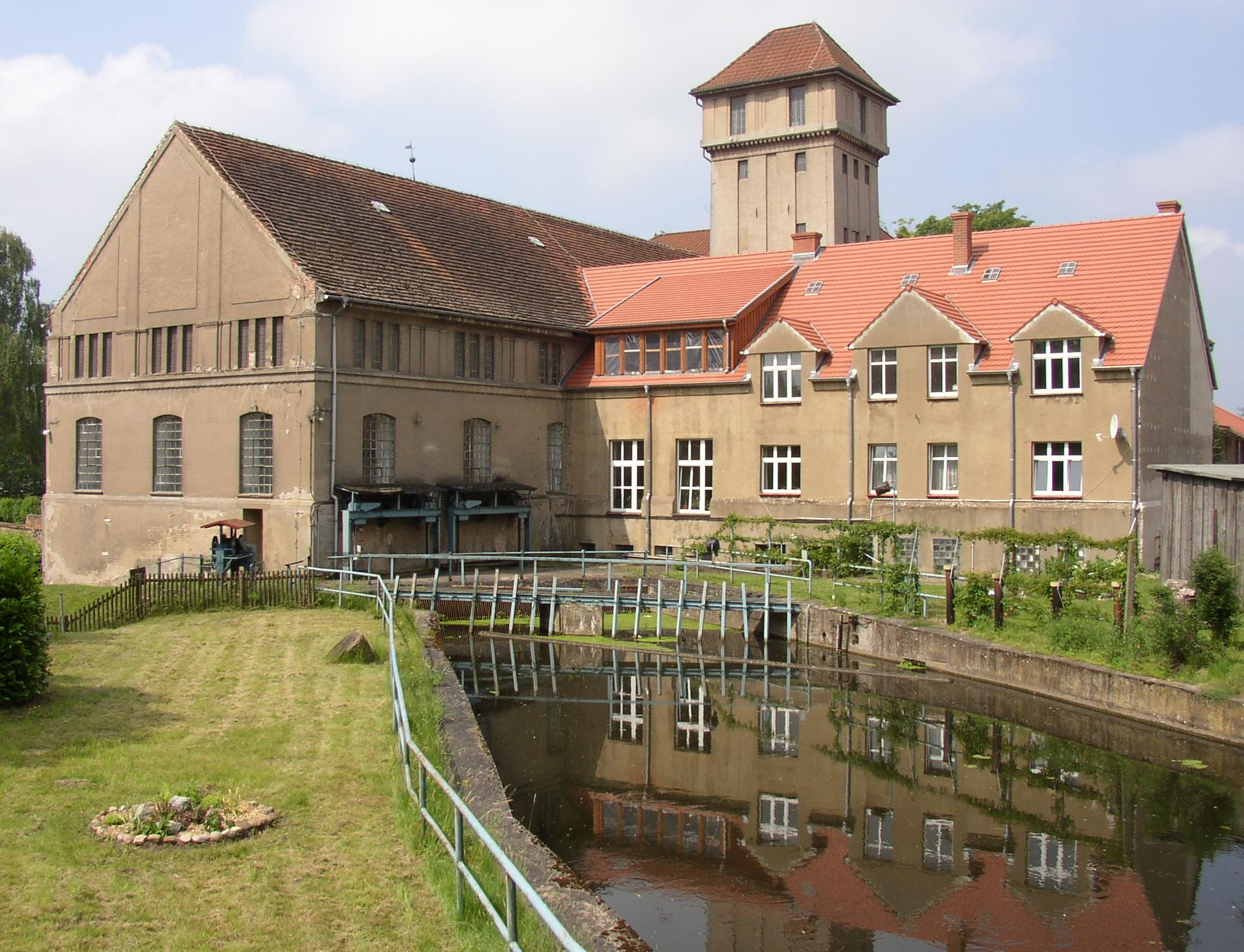
Wasserkraftwerk

### Unternehmen
Die Wirtschaftsstruktur von Neustadt-Glewe ist mittelständisch geprägt. Nach 1990 wurden unrentable Großbetriebe wie der VEB Lederwerk „August Apfelbaum“ und der VEB Fernmeldewerk abgewickelt. Der einst wichtigste Betrieb war das Lederwerk der ehemaligen Adler & Oppenheimer AG (ab 1940/41 „arisiert“ als Norddeutsche Lederwerke). Zu DDR-Zeiten waren im Lederwerk bis zu 1700 Menschen beschäftigt. Zuletzt firmierte der Betrieb unter dem Namen Nordleder GmbH. Die Lederproduktion wurde Ende September 2007 endgültig eingestellt. Anschließend wurde dort das 24 Hektar große Industrie- und Gewerbegebiet Lederwerk erschlossen. Bereits in den frühen 1990er Jahren wurde ein Gewerbegebiet an der Autobahn A 24 eingeweiht.
Bedeutende Unternehmen in Neustadt-Glewe sind:
- AcryliCon Polymers GmbH
- Betonwerk Neustadt-Glewe GmbH
- Carmaxx Automobil e.K. – Restauration klassischer Automobile
- Dockweiler AG (Edelstahlrohrsysteme und Edelstahlverarbeitung)
- Speditionsbetriebe, unter anderem eine Niederlassung des Speditions- und Logistikunternehmens Paul Schockemöhle
- FNG GmbH (Feinmechanik)
- GLS General Logistics Systems Germany GmbH & Co. OHG (Depot 19)
- Henkel Beiz- und Elektropoliertechnik GmbH & Co. KG (Edelstahlverarbeitung)
- Land-Service Gesellschaft Neustadt-Glewe mbH
- MBP Medical Biomaterial Products (Medizinprodukte aus Kollagen)
- OECO Büromöbelwerke Oelschlägel & Co. GmbH
- ibu institut für berufsbildung und umschulung gmbh mit Sitz im TECHNIKUM
- Wilhelm Hoyer GmbH & Co. KG Energieservice Mecklenburg

### Öffentliche Einrichtungen
- Rathaus (Sitz der Stadtvertretung und des Amtes Neustadt-Glewe)
- Stadtbibliothek am Markt

### Verkehr

#### Straße
Neustadt-Glewe liegt an der Landesstraße L 073 von Ludwigslust, die sich östlich der Stadt als Bundesstraße B 191 nach Parchim fortsetzt. Die Landesstraße 71 verbindet Neustadt-Glewe mit Wöbbelin. Die nächstgelegene Autobahnanschlussstelle ist in etwa zwei km Entfernung Neustadt-Glewe an der  A 24 (Hamburg–Berlin).
Ein örtliches Busunternehmen stellt im öffentlichen Personennahverkehr an Werktagen Verbindungen in umliegende Dörfer sowie nach Ludwigslust her, von wo aus weitere Ziele per Bus oder Bahn erreicht werden können.

#### Eisenbahn

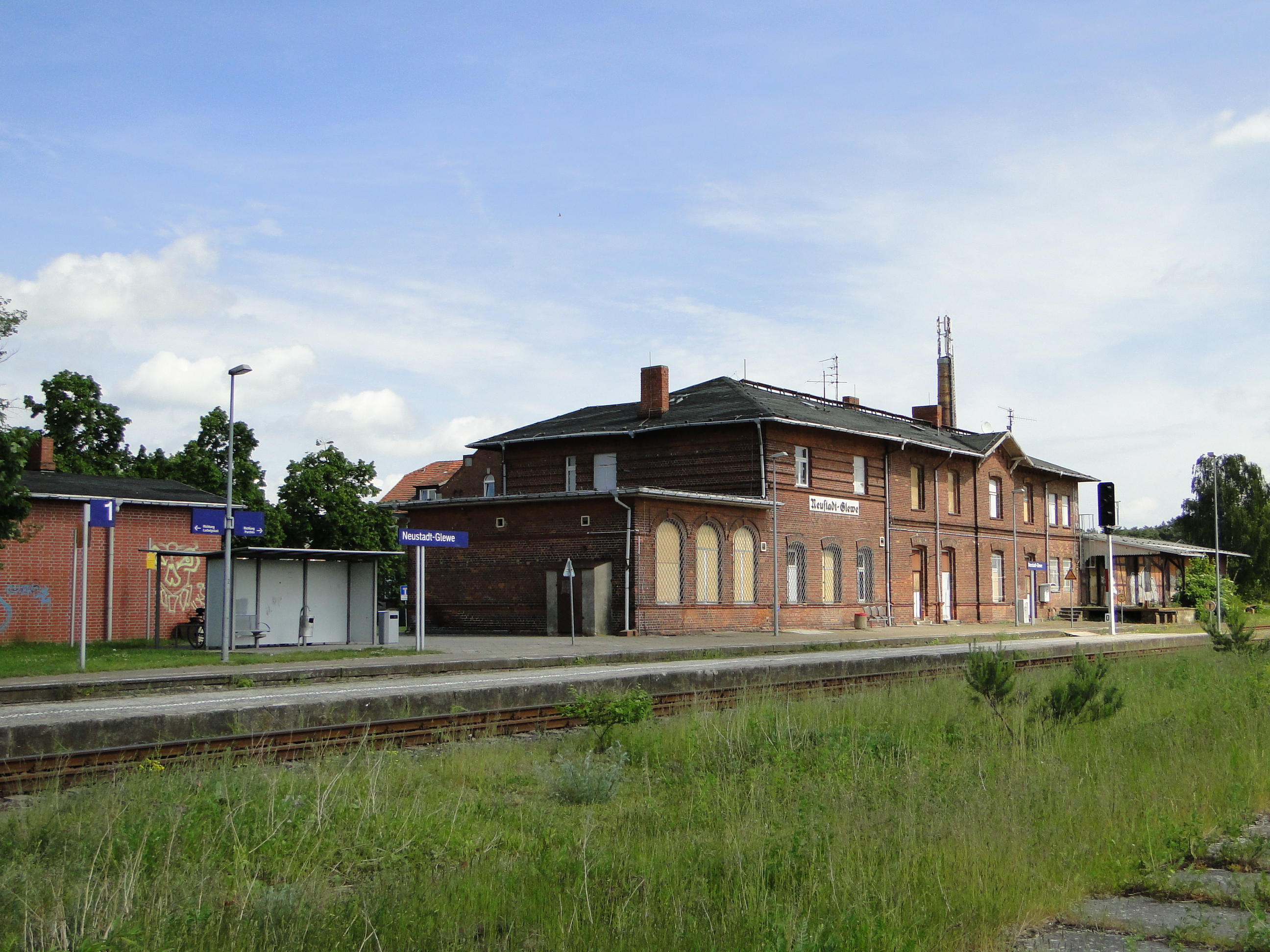
Bahnhof Neustadt-Glewe

Der Bahnhof Neustadt-Glewe liegt an der Bahnstrecke Ludwigslust–Parchim. Auf dieser verkehrt die Regionalbahnlinie RB 14 (Hagenow Stadt–Parchim) der Ostdeutsche Eisenbahn-Gesellschaft (ODEG). Über den neun Kilometer entfernten Bahnhof Ludwigslust bestehen Verbindungen zum Fernverkehr Berlin–Hamburg sowie zum Regionalverkehr nach Schwerin und Wittenberge.

#### Wasser

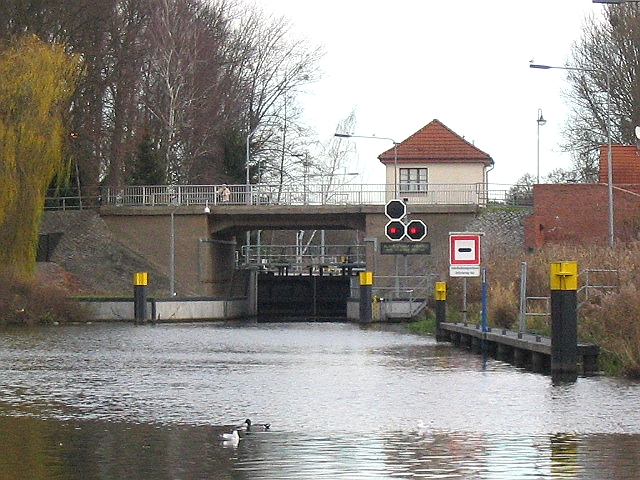
Schleuseneinfahrt aus südwestlicher Richtung

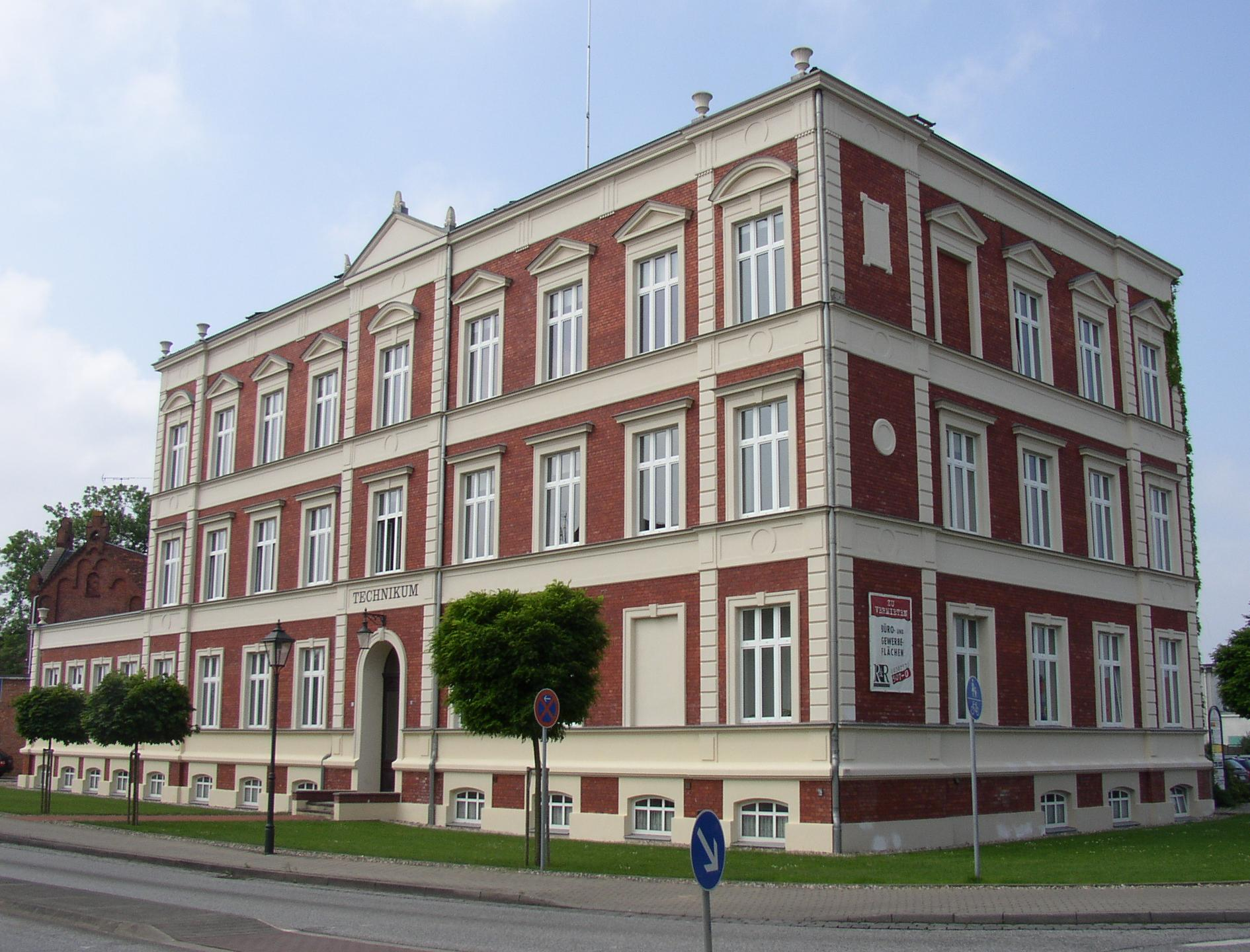
Technikum

Die Müritz-Elde-Wasserstraße, durch die Verbindungen in Richtung Müritz, Elbe und über den Störkanal in Richtung Schweriner See möglich sind, wird heute vor allem von Hobbyschiffern genutzt. Direkt am Fuße der Burg, im rechten Seitenarm des Flusses, betreibt der lokale Wassersportverein einen Bootsanleger mit 50 Anlegeplätzen inklusive sanitärer Einrichtungen.
Auf dem Stadtgebiet befinden sich zwei Schleusen. Zum einen gibt es die Wehranlage in der Lewitz, gelegen zwischen den Ortsteilen Neuhof und Kronskamp an Flusskilometer 50,56, die die zehnte Schleuse der Müritz-Elde-Wasserstraße (gesehen von der Mündung in Dömitz) ist. Die Schleusenanlage Nr. 9 an Kilometer 46,16 in der Nähe des Schlosses überwindet einen Höhenunterschied von etwa zwei Metern. Sie ist von 1951 bis 1955 zusammen mit der Hochbrücke neu erbaut worden, die Fahrrinne innerhalb des Bauwerks misst 54 Meter × 6,6 Meter. Mit der Sanierung im Jahr 2004 ist diese Schleuse auf Selbstbedienungsbetrieb umgestellt worden, zudem ist die sehenswerte nördliche Toreinfahrt, welche die Staustufe über die Köpfe der Hindurchfahrenden anhob, durch ein Doppelflügeltor ersetzt worden.

### Bildung
- Grundschule „Johann Wolfgang von Goethe“, Thälmannstraße 22
- Karl-Scharfenberg-Schule (Regionale Schule), Laascher Straße 57

### Sport
- Der SV Fortschritt Neustadt-Glewe ist in mehreren Sportarten vertreten. Dafür stehen das Stadion der Lederwerker an der Laascher Straße sowie eine Sporthalle (Zur Kuhdrift 1) zur Verfügung.
- Auf dem Flugplatz im Südosten der Stadt wird unter anderem dem Sport- und Segelflug sowie dem Fallschirmspringen nachgegangen.

## Persönlichkeiten

### Söhne und Töchter der Stadt
- Karl I., Herzog zu Mecklenburg (1540–1610), Herzog im Landesteil Mecklenburg-Güstrow
- Christian Ludwig Behm (1728–1804), Bürgermeister von Rostock
- Rudolf Kahle (1756–1843), Bürgermeister von Schwerin
- Karl Bötefür (1875–nach 1945), Kolonial- und Verwaltungsbeamter
- Wilhelm Fredenhagen (1843–1924), Maschinenfabrikant
- Rudolf Kleiminger (1884–1967), Heimatforscher und Pädagoge
- Rudolf Habedank (1893–1969), Politiker (NSDAP)
- Kurt Bauch (1897–1975), Kunsthistoriker
- Margarete Rabe (* 1923), Aufseherin in zwei deutschen Konzentrationslagern
- Ilonka Struve (* 1960), Kinderbuchautorin

### Mit Neustadt-Glewe verbundene Persönlichkeiten
- Heinrich Brockmann (1820–1858), Arzt in Neustadt
- Heinz Kägebein (1924–2018), Schriftsteller und Heimatforscher, lebte in Neustadt-Glewe
- Henry Gawlick (* 1958), Museumsdirektor, wuchs in Neustadt-Glewe auf